# Gold Codes
I Gold Codes sono i codici di lancio per le armi nucleari forniti al Presidente degli Stati Uniti d'America in base al suo ruolo di comandante in capo delle Forze Armate statunitensi. Assieme al nuclear football, i codici consentono al presidente di autorizzare un attacco nucleare. Entrambi sono assegnati anche al Vicepresidente nel caso in cui il presidente sia incapace o impossibilitato a svolgere le proprie funzioni ai sensi del 25ª emendamento della Costituzione degli Stati Uniti.

## Descrizione fisica
I codici sono disposti in una colonna e stampati su una carta di plastica soprannominata "the Biscuit" (Il Biscotto). La dimensione della carta è simile a quella di una carta di credito e il presidente la porta sempre con sé. Prima che possa essere letta, una copertura di plastica opaca deve essere spezzata in due e rimossa.
Vengono generati quotidianamente e forniti dalla National Security Agency alla Casa Bianca, al Pentagono, allo United States Strategic Command e al TACAMO. Per un ulteriore livello di sicurezza, l'elenco dei codici sulla carta include codici che non hanno alcun significato e pertanto il presidente deve memorizzare in quale punto dell'elenco si trova il codice corretto. Il concetto alla base dei codici è che consentono al presidente di presentare un'identificazione positiva di comandante in capo e quindi autenticare un ordine di lancio al National Military Command Center (NMCC).

## Protocollo
Se il presidente decidesse di lanciare armi nucleari, la nuclear football verrebbe aperta e selezionerebbe tra una serie di ordini specifici per attacchi a obiettivi specifici. Gli attacchi sono piani di guerra già elaborati sviluppati come OPLAN 8010 e includono ordini di attacco di larga scala, selezionati e limitati. L'opzione di attacco scelta e i codici verrebbero trasmessi al National Military Command Center tramite uno speciale canale sicuro e prima che l'ordine possa essere eseguito dai militari il presidente deve essere identificato con i codici. L'autenticazione viene condotta tra il presidente e il vicedirettore delle operazioni dell' NMCC, utilizzando un codice di due lettere fonetiche dell'alfabeto fonetico NATO. Il presidente leggerà dal biscotto le lettere fonetiche giornaliere e il vicedirettore confermerà o negherà se sono corrette, stabilendo che la persona è il presidente e che gli ordini di attacco possono essere impartiti.
Nel processo di transizione presidenziale, il presidente eletto riceve la tessera con i codici solo dopo il termine del briefing nucleare, quando incontra il presidente uscente nella Blair House, di fronte alla Casa Bianca, la residenza dove trascorrono le ultime ore poco prima della cerimonia d'inizio del mandato. La scheda viene attivata elettronicamente e consegnata al neo-presidente subito dopo che esso ha prestato il proprio giuramento, entrando quindi effettivamente in carica.
In quanto comandante in capo, il presidente è l'unica persona con l'autorità di ordinare l'uso di armi nucleari.
L'esperto di politica di difesa nucleare Franklin Miller sostiene che il presidente ha un'autorità quasi unica per avviare un attacco nucleare; mentre il Segretario della Difesa è tenuto a verificare l'ordine ma non può porre il veto. Daniel Ellsberg ha sostenuto che questa autorità è stata delegata dal presidente a un certo numero di ufficiali militari.